# Відчуження (фільм)
«Відчуження» — фільм режисера Нурі Більге Джейлан, знятий у 2002 році.

## Сюжет
Махмут — фотограф, інтелектуал, шанувальник Тарковського. Юсуф — безробітний сільський хлопець, що звалюється на голову двоюрідному братові, що живе у Стамбулі. Двоє чоловіків в одній квартирі, настільки різних по вихованню, але однаково збурюваних мріями про жінок, про любов, про інше життя.

## Знімальна група
- Режисер — Нурі Більге Джейлан
- Сценарист — Нурі Більге Джейлан
- Продюсер — Нурі Більге Джейлан, Ферідун Кок